# NS série 2900 (vapeur)
Ne doit pas être confondu avec NS série 2900 (diesel).
La série 2900 des Nederlandshe Spoorwegen, ex-série 161-205 des Staatsspoorwegen est un modèle de locomotive à vapeur de disposition d'essieux 030 (Six-coupled) conçu pour les trains de marchandises. Transformées avec une nouvelle chaudière, les locomotives de cette série disparaissent au plus tard en 1938.

## Histoire

### Genèse
Livrées à partir de 1863, les premières locomotives à vapeur de la Compagnie pour l'exploitation des chemins de fer de l'État néerlandais (Staatsspoorwegen) numérotées de 1 à 16 étaient des locomotives à grandes roues dotées de deux — voire un seul — essieux moteurs afin d'assurer le service des trains de voyageurs rapides.

### Mise au point
Souhaitant développer des machines spécialisées aux marchandises, comme le font déjà leurs concurrents, la compagnie SS choisit la disposition d'essieux 030 à cylindres intérieurs, capable de fournir un meilleur effort de traction grâce à ses trois paires de petites roues. L'anglais Beyer-Peacock & co. est chargé de leur construction.
L'empattement de ces locomotives est important et le châssis extérieur aux roues avec une ondulation au niveau de chaque boîte d'essieu. Les cinq premières avaient seulement une cloison métallique percée de hublots en guise d'abri. Les autres reçoivent un toit monté sur des colonnes tandis que les 175-178 ont un abri fermé par une vraie fenêtre sur les côtés.

### Commande et numérotation
Les quatre premiers exemplaires, arrivés en 1865, sont numérotés 17 à 20, à la suite des locomotives livrées auparavant. Il faut attendre 1870 pour qu'une seconde commande soit passée. En leur attribuant les numéros165-168, la Compagnie fait le choix de distinguer les matricules des machines à voyageurs et marchandises. L'année suivante, les 17-20 sont renumérotées 161-164 — libérant leur numéros pour de nouvelles locomotives à voyageurs — et dix nouvelles (169-178) arrivent par bateau d'Angleterre. Deux tranches supplémentaires de respectivement deux et dix locomotives livrées en 1872 et 1875 (179 à 190). En 1877-1878, alors que les plus anciennes sont en service depuis 12 ans, seize nouveaux exemplaires 191-205 et 212 entrent en service. La dernière est numérotée à part car les numéros 206-211 sont réservés à d’autres 030 à cylindres extérieurs (la série série 92-94 et 206-211). 

### Carrière et transformation
Suffisamment satisfaite de ses locomotives, et utilisant régulièrement pour les marchandises d'anciennes locomotives de disposition 120 à grandes roues motrices, la compagnie SS n'a jamais réellement commandé de matériel pour leur succéder, développant seulement des locomotives-tenders pour les manœuvres et des dessertes marchandises sur de courtes distances. Leur rivales plus puissantes des séries 94/206 seront même transformées en locomotives-tenders de disposition 031T afin de mieux remorquer des trains de voyageurs (série 91-99). 
La compagnie HSM aura, elle, une conception différente des choses et créera de nombreuses séries de 030 à tender séparé pour marchandises et voyageurs. En 1921, lorsque les flottes des deux compagnies sont mises en commun, l'obsolescence des 191-212 se fait sentir. Renumérotées 2901-2946 et transformées avec la conduite à droite en 1921, elles font l'objet d'une transformation plus profonde. 
La chaudière de ces machines étant de conception archaïque, limitée à 8,3 atm, de nouvelles chaudières timbrées à 10 kg/cm2 sont installées en remplacement des anciennes, entre 1913 et 1932.  
Leur carrière touche déjà à sa fin. Elles sont toutes retirées du service entre 1933 et 1938, aucune n'est préservée. 